# Crocallis undulata
Crocallis undulata là một loài bướm đêm trong họ Geometridae.